# Hartland Monahan
Hartland Patrick „Hart“ Monahan (* 29. März 1951 in Montreal, Québec; † 9. Dezember 2023 in Nashville, Tennessee, USA) war ein kanadischer Eishockeyspieler, der im Verlauf seiner aktiven Karriere zwischen 1969 und 1981 unter anderem 340 Spiele für die California Golden Seals, New York Rangers, Washington Capitals, Pittsburgh Penguins, Los Angeles Kings und St. Louis Blues in der National Hockey League auf der Position des linken Flügelstürmers bestritten hat.

## Karriere
Monahan spielte während seiner Juniorenzeit zunächst für die Saints de Laval und ab der Saison 1969/70 für die Canadien junior de Montréal in der Ontario Hockey Association. Dort war der Angreifer zwei Spielzeiten bis zum Sommer 1971 aktiv. In 97 Einsätzen kam er dabei zu 67 Scorerpunkten, sammelte aber auch 207 Strafminuten. Schließlich wurde er im NHL Amateur Draft 1971 in der vierten Runde an 43. Stelle von den California Golden Seals aus der National Hockey League ausgewählt.
Der Stürmer wechselte daraufhin zur Saison 1971/72 in den Profibereich, wo er im Verlauf der Spielzeit für die Baltimore Clippers in der American Hockey League und Columbus Golden Seals in der International Hockey League, beides Kooperationspartner der California Golden Seals, zum Einsatz. Die folgenden beiden Spieljahre zwischen 1972 und 1974 lief Monahan für die Salt Lake Golden Eagles in der Western Hockey League auf, debütierte in der Saison 1973/74 aber auch für die Golden Seals in der NHL. Dort absolvierte er jedoch nur eine Partie.
Im September 1974 endete Monahans Zeit in der Organisation der Golden Seals, als er im Tausch für Brian Lavender zu den New York Rangers transferiert wurde. Dem Kanadier gelang dort ebenfalls nicht der Durchbruch in der NHL. Zwar kam er in sechs Spielen für New York zum Einsatz. Den Großteil der Saison verbrachte er aber bei den Providence Reds in der AHL, wo es ihm gelang, ins AHL Second All-Star Team berufen zu werden. Erst mit dem Wechsel zu den Washington Capitals konnte sich der mittlerweile 24-Jährige ab der Saison 1975/76 etablieren. Über den Zeitraum von zwei Jahren bestritt er 159 von 160 Spielen für die Hauptstädter und sammelte dabei in beiden Jahren über 40 Punkte. Im Austausch für ein Erstrunden-Wahlrecht im NHL Entry Draft 1979 wechselte er im Oktober 1977 zu den Pittsburgh Penguins, für die er allerdings nur sieben Spiele absolvierte. In einem vier Spieler und ein Draftrecht umfassenden Transfer wurde er nur zwei Wochen nach dem Wechsel zu den Penguins an die Los Angeles Kings abgegeben. Während Syl Apps junior gemeinsam mit ihm zu den Südkaliforniern wechselte, zog es Dave Schultz, Gene Carr und ein Viertrunden-Wahlrecht im NHL Amateur Draft 1978 nach Pittsburgh.
Nachdem Monahan das Spieljahr 1977/78 in Los Angeles beendet und in 64 Einsätzen lediglich 19 Punkte verbucht hatte, erhielt er im Folgejahr keinen Kaderplatz mehr. Er verbrachte die Saison 1978/79 in der American Hockey League. Dort lief der Offensivspieler für das Kings-Farmteam Springfield Indians auf. Im NHL Expansion Draft 1979 wurde er dann von den neu in die Liga aufgenommenen Nordiques de Québec ausgewählt, jedoch umgehend an die St. Louis Blues verkauft. Dort verbrachte Monahan zwei weitere Jahre, ehe er nach der Saison 1980/81 im Alter von 30 Jahren seine aktive Karriere für beendet erklärte.
Monahan starb im Dezember 2023 im Alter von 72 Jahren in Nashville im US-Bundesstaat Tennessee.

## Erfolge und Auszeichnungen
- 1975 AHL Second All-Star Team

## Karrierestatistik
(Legende zur Spielerstatistik: Sp oder GP = absolvierte Spiele; T oder G = erzielte Tore; V oder A = erzielte Assists; Pkt oder Pts = erzielte Scorerpunkte; SM oder PIM = erhaltene Strafminuten; +/− = Plus/Minus-Bilanz; PP = erzielte Überzahltore; SH = erzielte Unterzahltore; GW = erzielte Siegtore; 1 Play-downs/Relegation; Kursiv: Statistik nicht vollständig)

## Familie
Monahans Familie ist tief im Eishockey und Leistungssport verwurzelt. Sein Schwiegervater Bernie Geoffrion war ebenfalls in der NHL aktiv und ist Mitglied der Hockey Hall of Fame. Monahans Sohn Shane schlug hingegen eine Karriere als Baseballspieler ein und war zwischen 1998 und 1999 in der Major League Baseball für die Seattle Mariners aktiv.